# Saturday Afternoon Kung Fu Theater
Saturday Afternoon Kung Fu Theater – kolaboracyjny album amerykańskiego rapera o pseudonimie RZA oraz amerykańskiego producenta muzycznego o pseudonimie DJ Scratch. Album został wydany 4 marca 2022 roku nakładem wytwórni 36 Chambers LLC, MNRK Records oraz Ruffnation Records.

## Tło
Po trzynastu latach przerwy od wydawania nowej muzyki, w kwietniu 2021 RZA ogłosił nowy projekt, który nazwał „Bobby Digital: Digital Potions” wydając przy okazji singiel „Pugilism”. Jednak już w czerwcu 2021 zmienił nazwę na „RZA vs Bobby Digital” wydając utwór „Saturday Afternoon Kung Fu Theater” a 4 lutego 2022 udostępniając do niego teledysk potwierdzając ostateczny tytuł albumu - Saturday Afternoon Kung Fu Theater. 18 lutego wydał teledysk do utworu "Fate of the World" w reżyserii Danny'ego Hastingsa. 

## Lista utworów
Lista według Spotify:
| Nr | Tytuł utworu                         | Tekst                                                                           | Długość |
| -- | ------------------------------------ | ------------------------------------------------------------------------------- | ------- |
| 1. | „Intro - Bobby Digital vs RZA”       | George Spivey                                                                   | 2:55    |
| 2. | „Saturday Afternoon Kung Fu Theater” | Robert Diggs · Spivey · Kikuchi Shunsuke                                        | 5:17    |
| 3. | „Pugilism”                           | Diggs · Spivey                                                                  | 4:00    |
| 4. | „Never Love Again”                   | Diggs · Spivey · Henry Mancini                                                  | 3:01    |
| 5. | „Fate of the World”                  | Diggs · Spivey · Carley Harris · Michael Orr                                    | 3:25    |
| 6. | „Fisherman”                          | Diggs · Spivey                                                                  | 4:34    |
| 7. | „Kaiju”                              | Diggs · Spivey · Ishro Konda · Shinchi Sekizawa · Tomoyuki Tanaka · Yuji Koseki | 3:03    |
|    |                                      |                                                                                 | 26:15   |

Za produkcję wszystkich utworów odpowiada DJ Scratch.